# 福井県道16号坂本高浜線
福井県道16号坂本高浜線（ふくいけんどう16ごう さかもとたかはません）は、福井県大飯郡おおい町名田庄口坂本を起点に、大飯郡高浜町薗部に至る主要地方道（福井県道）である。

## 概要
福井県の最南端にあたる大飯郡おおい町名田庄地区（旧名田庄村）の西部から南川の支流である坂本川沿いに北上し、石山坂峠を越えて同町佐分利地区（旧大飯町）に至るまでの区間と、佐分利地区から福谷坂峠を抜けて終点がある大飯郡高浜町に至る区間で成り立っている。

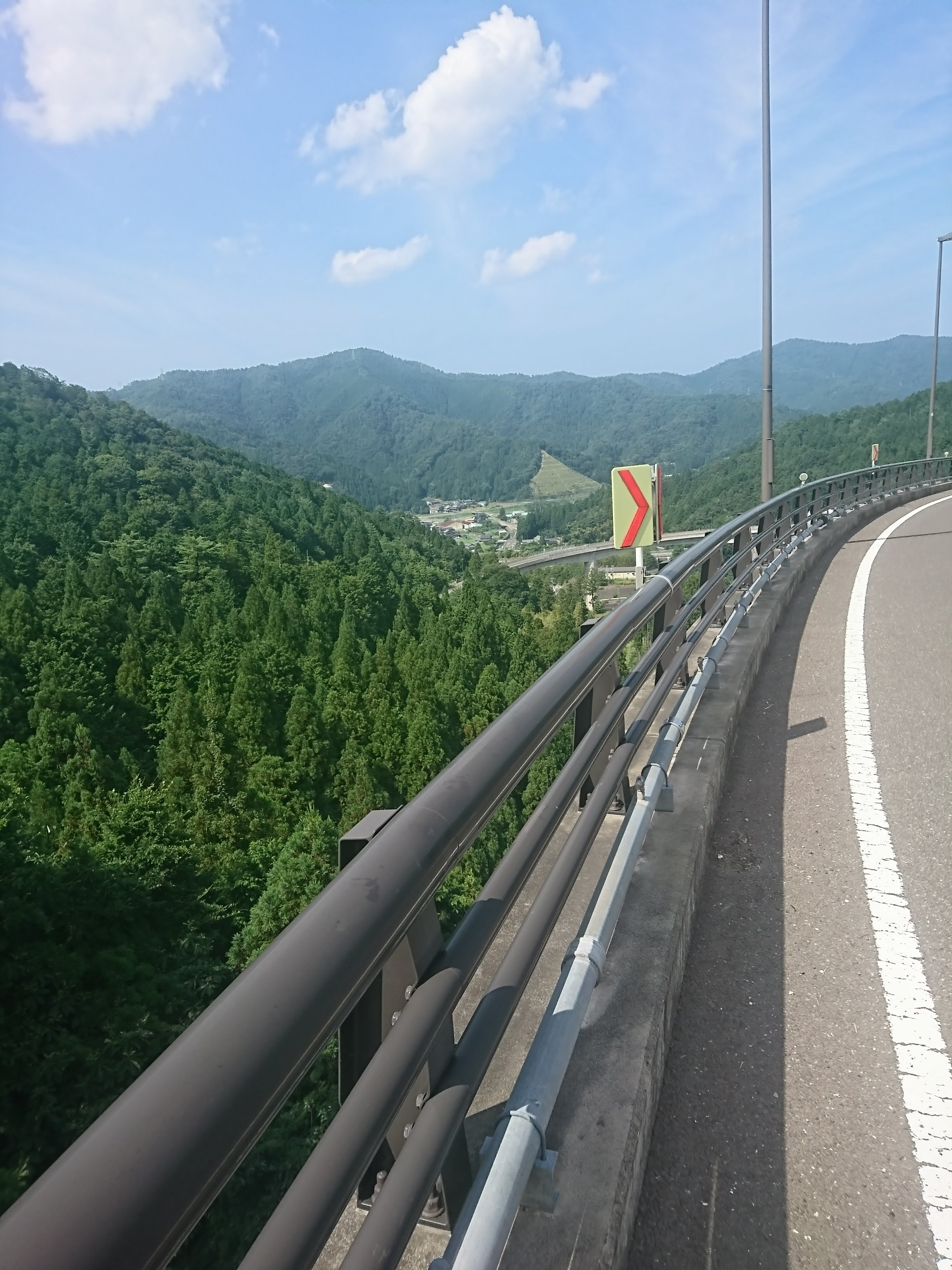
福井県道16号　石山坂ループ橋からの展望

前者は、小浜市を経由せずにおおい町内の名田庄地区と佐分利地区を直接結ぶ最短の道路でもあるが、大型車通行不能の急勾配区間が続いていたため、ループ橋が建設され前後も改良が進んでいる。近年まで、冬期間は閉鎖されていた。
一方、後者は舞鶴若狭自動車道大飯高浜ICと接続し、舞鶴若狭自動車道からの高浜町の玄関口とされる。かつて終点にあたる国道27号と交わる薗部口交差点付近には、JR小浜線の踏切が近接していたが、高速道路開通以前に、鉄道線と国道27号の両方を跨ぐ陸橋（そのべ陸橋）が設けられ、陸橋の海側で180度ターンして薗部口交差点に至るよう改良された。なお、この陸橋は自動車やバイク以外の通行を禁じているため、歩行者、自転車および小型特殊自動車は当陸橋下の地下道を通り抜けすることとなる。

### 路線データ
- 起点：福井県大飯郡おおい町名田庄口坂本
- 終点：福井県大飯郡高浜町薗部

## 歴史
- 1960年（昭和35年）7月1日 - 路線認定。
- 1964年（昭和39年）12月28日 - 建設省（現・国土交通省）が主要地方道に指定。
- 1966年（昭和41年）2月1日 - 福井県が主要地方道として路線認定。
- 1993年（平成5年）5月11日 - 建設省から、主要県道坂本高浜線が坂本高浜線として主要地方道に再指定される[1]。
- 2025年（令和7年）3月22日 - 大飯郡おおい町石山の改良区間1.2 kmが開通。全区間で大型車の通行が可能となる。[2]。

## 地理

### 通過する自治体
- 大飯郡
  - 高浜町
  - おおい町

### 交差する道路
- 国道162号（大飯郡おおい町名田庄口坂本・口坂本交差点、起点）
- 福井県道1号小浜綾部線（大飯郡おおい町石山・佐分利大橋交差点）
- E27 舞鶴若狭自動車道 大飯高浜IC（大飯郡おおい町福谷）
- 若狭西部広域農道（大飯郡高浜町薗部）
- 福井県道237号畑若狭和田停車場線　（大飯郡高浜町薗部）
- 国道27号（大飯郡高浜町薗部・薗部口交差点、終点）

### 沿線にある施設など
- きのこの森

### 峠
- 石山坂峠
- 福谷坂峠（旧道上）